# Hefter László
Hefter László (Budapest, 1943. szeptember 15. –) Ferenczy Noémi-díjas magyar üvegművész, restaurátorművész, érdemes művész. A Magyar Művészeti Akadémia rendes tagja 2021-től. Hefter László nevét üvegművészeti, restaurátori, tanári és galériát működtető tevékenysége mellett a magyar üvegművészetért és iparművészetért való folyamatos közéleti munkálkodás jellemzi.

## Életpályája
A Magyar Iparművészeti Főiskola szilikát szakán szerzett üvegtervező művész diplomát. 
1974-től szabadfoglalkozású művész. Több mint 50 éves munkássága a külső és belsőépítészeti terek üvegművészeti alkotásaihoz kötődik. Vonatkozik ez új murális művek létrehozására, valamint a régi  történelmi korok üveg ablakainak restaurálására. A magyar és nemzetközi üvegfestészet klasszikus értékeiből kilóduló munkáiban a hagyomány új formákat, színeket, fényeket, jelenre reagáló jelentéstartalmakat kap. Mint műemlékvédelmi szakértő és restaurátor olyan új technikai, technológiai és dokumentációs gyakorlati megoldásokat vezetett be, amelyek az eredeti értéke, és a régi nagy mesterek tudásának megőrzését szolgálják.
1994-ben megalapította Győrben a Kovács Margit Művészeti Szakiskolában a középfokú üvegműves képzést, amely ma a szakma egyik legfontosabb bázisa. Az üvegtervező művészek jelentős része került ki ebből az iskolából, illetve tanítványai közül munkássága alatt.
2006-ban Pannonhalmán üvegművészeti galériát hozott létre, ahol közel 300 m²-en állandó és időszakos kiállítások keretében folyamatosan bemutatják a hazai és nemzetközi üvegművészek munkáit. A galéria a Pannonhalmi Főapátság szomszédságában jelentős kulturális központ szakmai rendezvényekkel, összművészeti találkozókkal.

## Csoportos kiállításai
- 1982 Felszabadulási Tárlat, Győr, Xantus János Múzeum, Győr
- 1986 Iparművészek Tárlata, Városi Képtár, Győr
- 1987 Kisalföldi Tárlat, Városi Képtár, Győr
- 2019 „MESTERMUNKÁK” A Magyar Művészeti Akadémia Iparművészeti és Tervezőművészeti Tagozata nem akadémikus tagjainak csoportos kiállítása, Pesti Vigadó VI. emeleti többcélú kiállítási tér. A kiállítás kurátora Szávoszt Katalin mellett. A kiállítás lebonyolítója a Magyar Belsőépítész Közhasznú Egyesület.[1]

## Egyéni kiállításai
- 1977-1987 Öt kiállítás, Győr
- 1988 Városi Múzeum, Győr

## Fontosabb köztéri munkái
- 1977 térplasztika, Győr, Házgyár (műkő)
- 1979-1980 Gellért-szálló (bejárattető, teraszvilágítás, Budapest)
- 1981 Vízikerék (alumínium, Győr, Öregek Háza)
- 1982 üvegablak (ólmozott üveg, Sopron, diákotthon)
- 1985 üvegablakok (Győr, Apor iskola); üvegablakok (Bük, Danubius Gyógyszálló)
- 1987 ablakok (üveg, Mátraháza, üdülő)
- 1994-1995 Storno-üvegablakok renoválása (Pannonhalma, kolostor)
- 1995 Gara-kápolna üvegablakai (restaurálás, Mátyás-templom)

## Munkái közgyűjteményekben
- Laczkó Dezső Múzeum, Veszprém
- Városi Képtár, Győr; Xantus János Múzeum, Győr
- Iparművészeti Múzeum, Budapest

## Díjai, elismerései
- 1977-től öt díjat nyert kisplasztikákkal megyei pályázatokon.
- 1982 Győr város Borsos Miklós-emlékplakettje
- 1997 Ferenczy Noémi-díj
- 1998 Győr város kultúrájáért díj
- 2000 Győr város művészetéért díj
- 2004 Győr-Moson-Sopron megye fődíj, őszi tárlat
- 2011 Szent László-díj
- 2019 A Magyar Művészeti Akadémia levelező tagja
- 2025 Érdemes művész[2]

## Fontosabb publikációi
- Az ólmozott üvegablak. Magyar Iparművészet 2001 (3) 60–62. oldal
- Pszeudo-fosszíliák, Dárday Nikolett üvegből készült alkotásai. Magyar Iparművészet 2002 (2) 30. oldal
- HEFTER L.-VAN DER BURGHT, A.: Rapsodia Húngara. Mari Mészáros. Museo de Arte en Vidrio Alcorcón, Madrid. (kat., bev.) 2003
- Meghat a valóság tökéletlensége. Mészáros Mari üvegszobrai. Magyar Iparművészet 2003 (2) 39–41. oldal
- Színes világok lenyomatai. Köblitz Birgit és Szilcz Mariann üvegszobrai. Magyar Iparművészet 2004 (2) 44–47. oldal
- Válogatott üvegeim-szövegeim. Magyar Iparművészeti Egyetem, Budapest (bev.). 2004 In Horváth Márton: Láz-ul-ások